# 戸町
戸町（とまち）は、長崎県長崎市の町名。1丁目から5丁目がある。
中央地域センター管轄で、公式に地区名として扱われるわけではないが、この項では、戸町小学校・中学校区の上戸町・新戸町・国分町・小菅町についても記述する。
上記の町の人口は14,373人（2013年6月末日現在）。

## 地理
長崎市中心部の南側に位置する。長崎港の入江の東岸にあたり、西岸の小榊との間に女神大橋がかかる。海岸沿いにある割に平地は少なく、大久保山と戸町岳の谷間に住宅が広がる。近年では山を切り開き高層マンションや住宅地が造成されている。小ヶ倉に向けて流れる鹿尾川の源流がある。

## 自治体・行政地名の変遷
市町村制施行前後において、当地区は大浦とともに戸町村であった。大浦郷、浪ノ平郷（以上大浦地区）、下郷、上郷、蓑尾郷の5郷があった。1898年、大浦・浪ノ平・下郷が長崎市に編入され、同時に上郷・蓑尾は小ヶ倉村に編入され、戸町村は消滅した。のちに、1938年に小ヶ倉村は長崎市に編入され、旧戸町村が全域長崎市になった。
下郷は1913年に戸町1丁目-3丁目、国分町、小菅町に分割された。また、上郷・蓑尾郷は小ヶ倉村を経て1949年にそれぞれ上戸町・新戸町となった。以降、住居表示の実施により丁目が増設されるなどして現在に至る。各町の詳細は次項。

## 町名
国分町（こくぶ）
13街区。住宅地だが、海岸沿いには工場も並ぶ。長崎港湾漁港事務所がある。
小菅町（こすげ）
33街区。ただし、一部は住居表示未実施。住宅地。古河町で分岐した国道499号と小ヶ倉バイパスがしばらく並走する区域で、国道は当町で戸町トンネルとなり戸町1丁目へ、バイパスはそのまま戸町2丁目へ向かう。
上戸町・上戸町1丁目-4丁目（かみとまち）
1998年、住居表示実施により1丁目-4丁目ができるが、丁目のない部分が一部残っている。1丁目から順に、15,22,6,16街区。ただし、4丁目の一部と丁目のない部分は住居表示未実施。住宅街。4丁目に小ヶ倉ダム(小ヶ倉水源地)があり、付近は緑地化されている。丁目のない部分は戸町2丁目の一部とともに二本松地区と呼ばれている。
新戸町1丁目-4丁目（しんとまち）
1992年、住居表示により丁目がつく。当初は3丁目までだったが、2011年に4丁目を新設した。ただし、1992年～1998年は、1～3丁目のほかに丁目のない「新戸町」が混在していた（現在は上戸町1・2丁目の一部）。1丁目から順に、37,12,31,15街区。ただし、3丁目の一部は住居表示未実施。住宅街で、4丁目は住宅団地ウェリスパーク南長崎である。2丁目に戸町中学校、3丁目に活水女子大学音楽学部がある。小ヶ倉バイパス沿いは商業施設も立地する。長崎南環状線の新戸町インターチェンジがあり、小榊方面や長崎自動車道方面を結ぶ。
戸町1丁目-5丁目（とまち）
当初は3丁目までだったが、1999年の住居表示実施の際に、4・5丁目が新設された。1丁目から順に5,25,28,32街区。2丁目の一部と5丁目は住居表示未実施。
1-4丁目は住宅地。2丁目には戸町小学校がある。4・5丁目は「女神」の別名があり、両丁目の境に橋げたがある女神大橋の由来となっている。5丁目は下水処理場と工場があるだけで、住宅は少ない。
2丁目の住居表示未実施地区は、上戸町（丁目なし）とともに、二本松地区と呼ばれている。峠の部分に広がる住宅地で、中央には市営アパートがある。町名は戸町だが、大浦小学校区である。

## 施設
- 長崎市立戸町小学校
- 長崎市立戸町中学校
- 活水女子大学

## 交通

### 鉄道
なし

### バス
- 長崎バス

### 道路
- 国道499号
- 長崎南環状線(ながさき女神大橋道路)